# Solenopsis nickersoni
Solenopsis nickersoni is een mierensoort uit de onderfamilie van de Myrmicinae. De wetenschappelijke naam van de soort is voor het eerst geldig gepubliceerd in 1982 door Thompson.